# Brian Oldfield
Brian Oldfield (Elgin, Illinois, 1945. június 1. – Elgin, 2017. március 26.) amerikai súlylökő, olimpikon.

## Pályafutása
Részt vett az 1972-es müncheni olimpián, ahol hatodik helyezett lett. Személyes csúcsa 22.86 méter volt, melyet 1975-ben ért el.
Kidolgozója a pördülettel végrehajtott súlydobásnak, melyet hívnak Oldfield-forgásnak is. Napjainkban a legtöbb élvonalbeli dobó ezzel a technikával hajtja végre a lökést.